# 亨利埃塔·羅斯-因尼斯
亨利埃塔·羅斯-因尼斯（Henrietta Rose-Innes，1971年—）是一名南非作家。她出生於開普敦，在開普敦大學修讀文學碩士曾跟隨諾貝爾文學獎得主約翰·馬克斯維爾·庫切，她於2000年發表處女作《鯊魚卵》，2004年發表《火箭字母表》，2008年憑短篇小說獲得《毒藥》凱恩非洲文學獎。